# Dế Xu Phình
Dế Xu Phình là một xã thuộc huyện Mù Cang Chải, tỉnh Yên Bái, Việt Nam.
Xã Dế Xu Phình có diện tích 44,14 km², dân số năm 2019 là 2.618 người, mật độ dân số đạt 59 người/km².